# Koszczakowo
Koszczakowo (ros. Кощаково) – wieś (sieło) w Rosji, w Tatarstanie, w rejonie piestrieczyńskim. W 2010 liczyła 1901 mieszkańców.